# هايكازو هاياشي
هايكازو هاياشي (باليابانية: 林秀一) هو مجدف ياباني، ولد في 19 يناير 1965.

## وصلات خارجية
- هايكازو هاياشي على موقع الاتحاد الدولي للتجديف (الإنجليزية)
- هايكازو هاياشي على موقع اللجنة الأولمبية الدولية (الإنجليزية)
- هايكازو هاياشي على موقع أوليمبيديا (الإنجليزية)